# SK Cziatura
SK Cziatura (gruz. სკ ჭიათურა) – gruziński klub piłkarski z siedzibą w Cziaturze.

## Historia
Chronologia nazw:
- 1936—2008: Magaroeli Cziatura
- Od 2008: SK Cziatura

Klub został założony w 1936 jako Magaroeli Cziatura. Na początku grał w rozgrywkach lokalnych. W sezonie 2004/05 debiutował w Pirveli Liga, w której występował do 2008. W sezonie 2007/08 zdobył awans do najwyższej klasy rozgrywek piłkarskich Gruzji. Latem zmienił nazwę na SK Cziatura,  ale jego miejsce w Umaglesi Liga zajęła Gagra Tbilisi, a klub dalej startował w Pirveli Liga.

## Sukcesy
- Mistrzostwo Gruzińskiej SRR: mistrz (1975)
- Puchar Gruzińskiej SRR: zdobywca (1978, 1979)
- Pirveli Liga: mistrz (2007/08)